# قلعه دوبلین
قلعه دوبلین (ایرلندی: Caisleán Bhaile Átha Cliath) مجموعه بزرگ دولت ایرلند، مرکز کنفرانس و جاذبه گردشگری تاریخی در دوبلین، جمهوری ایرلند است. این قلعه که در سال ۱۲۰۴ تأسیس شده ۱۱ هکتار وسعت دارد.

## نگارخانه

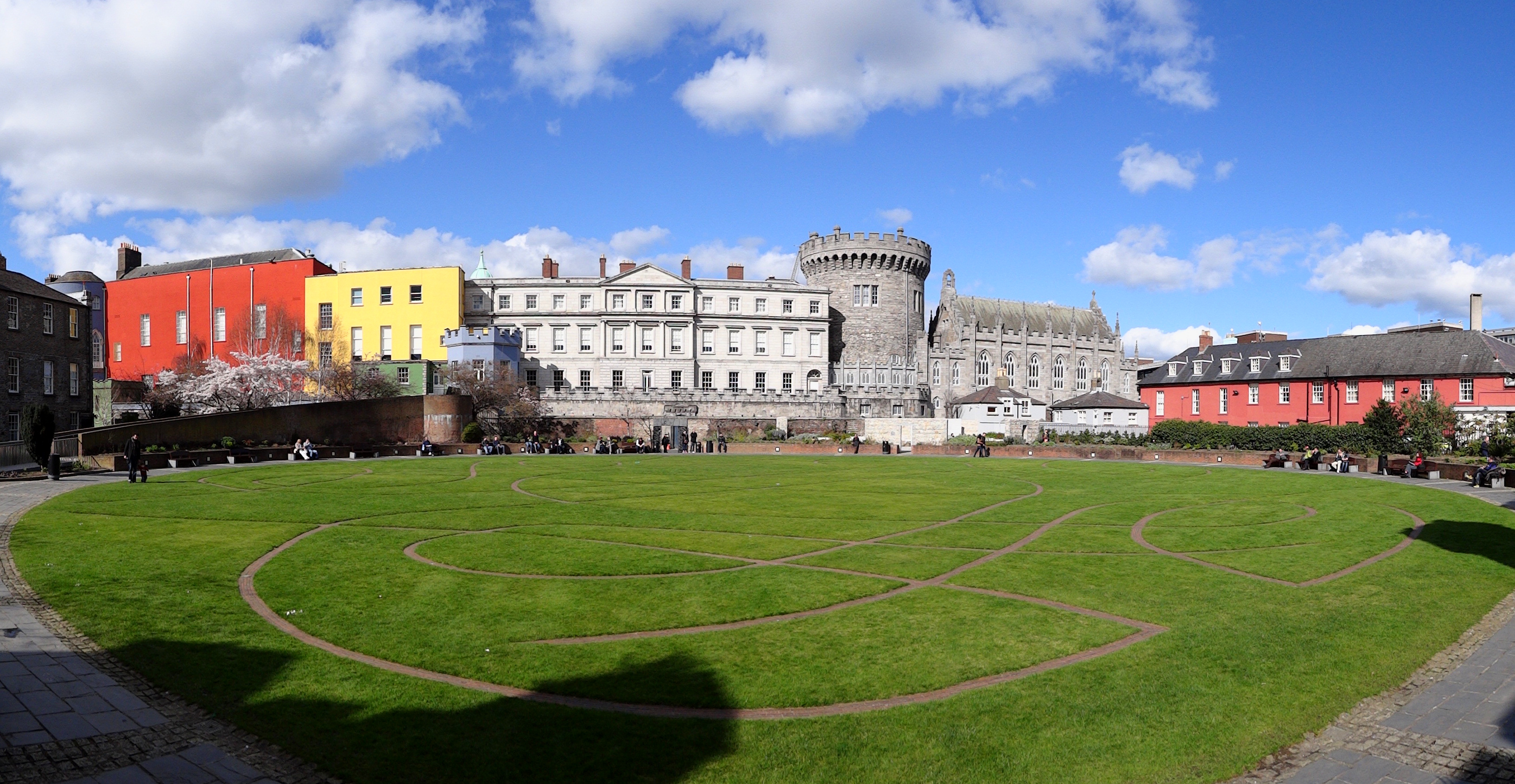
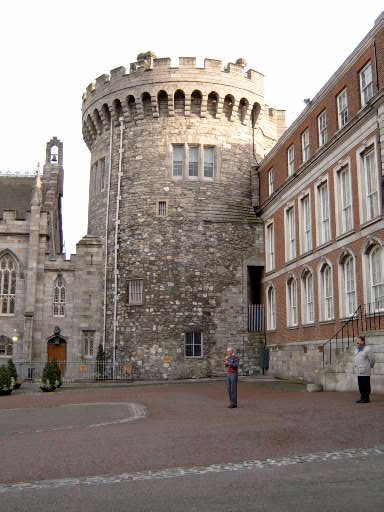
تنها برج باقی مانده از  قرون وسطی
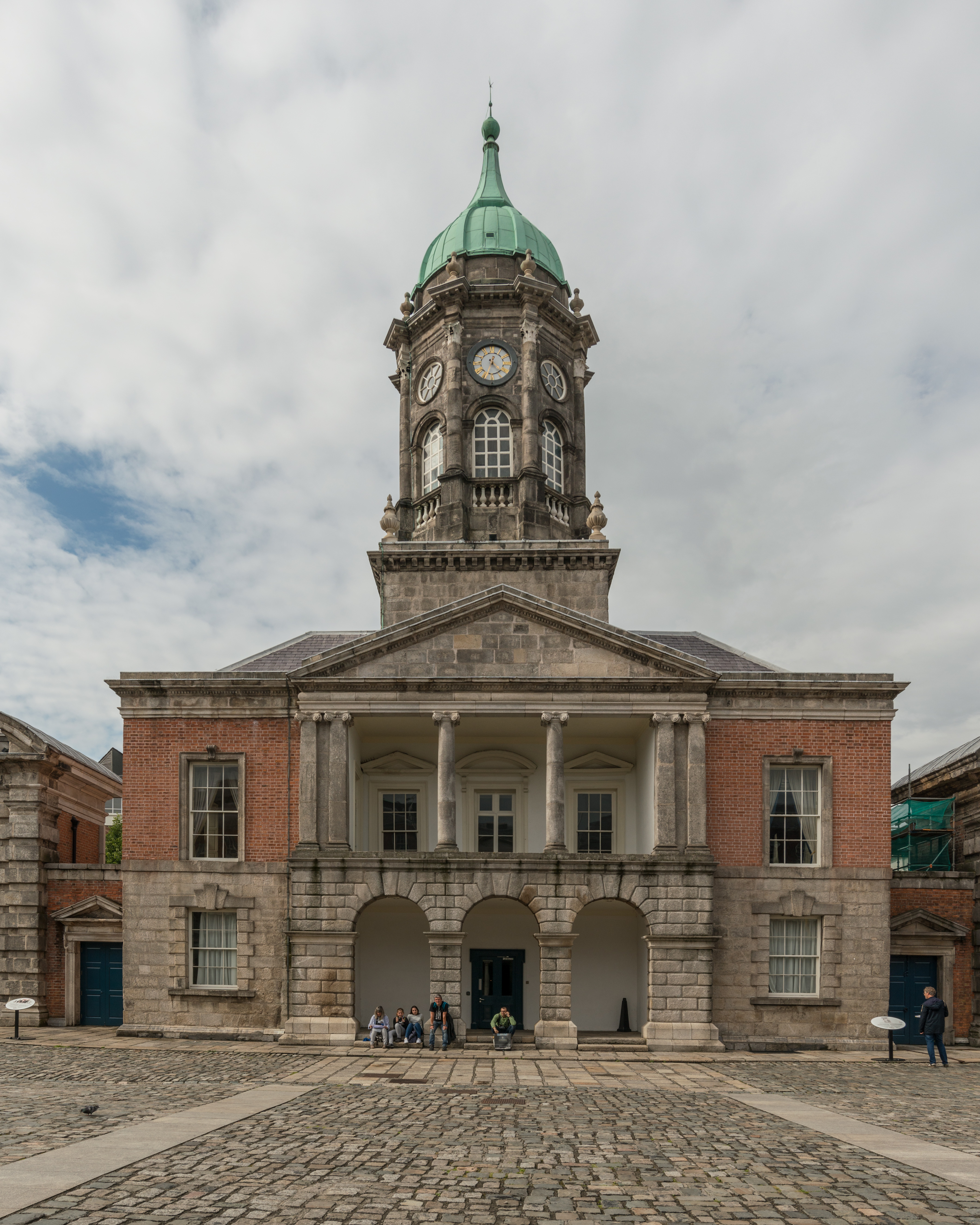
برج بدفورد
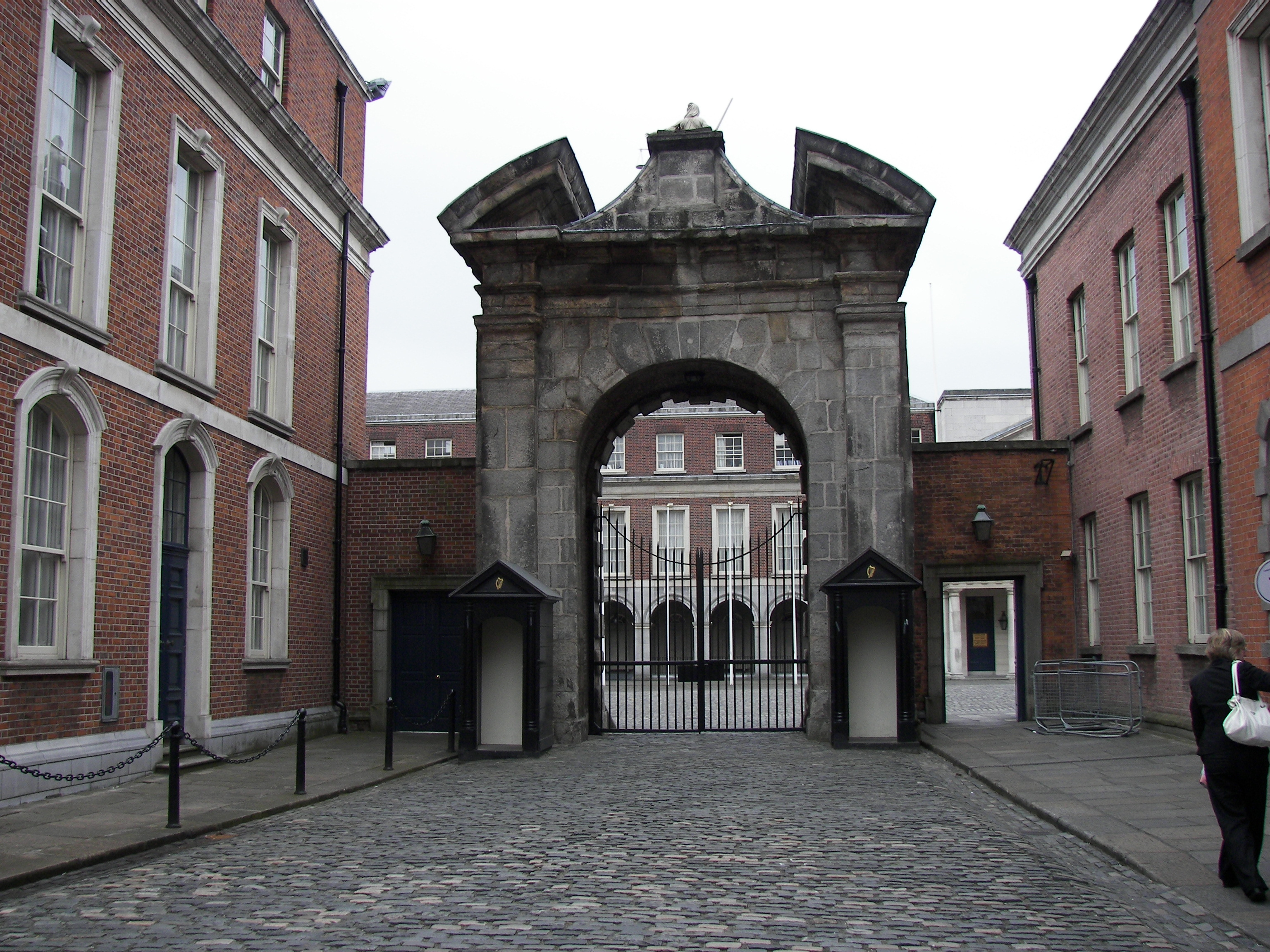
ورودی قلعه
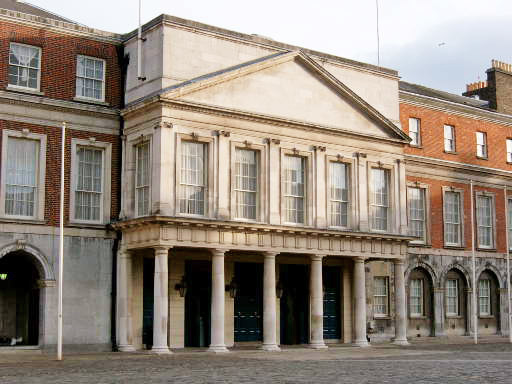
ورودی آپارتمان‌های دولتی